# Fluvicola albiventer
La viudita dorsinegra (Fluvicola albiventer), también denominada lavandera blanca (en Uruguay), viudita blanca (en Paraguay y Argentina), tirano-de-agua de dorso negro (en Perú) o viudita blanca y negra (en Uruguay), es una especie de ave paseriforme de la familia Tyrannidae perteneciente al género Fluvicola. Es nativa de América del Sur.

## Distribución y hábitat
Se distribuye por el centro norte y este de Brasil (desde la baja cuenca del Amazonas y Maranhão al este hasta Río Grande del Norte, hacia el sur localmente hasta Mato Grosso do Sul y oeste de São Paulo) al sur hasta el este de Bolivia, Paraguay, norte de Argentina (al sur hasta La Rioja, Santa Fe y Buenos Aires) y oeste de Uruguay; En el invierno del hemisferio sur en temporada no reprodutiva, la población austral realiza un migración parcial hasta el oeste de la Amazonia brasileña, sureste de Perú y  norte de Bolivia.
Esta especie es considerada de poco común a localmente bastante común en sus hábitats naturales: las sabanas inundadas, áreas pantanosas y bordes de lagunas y cursos fluviales, hasta los 1000 m de altitud.

## Descripción
Mide alrededor de 12 cm de longitud y pesa unos 12 g. Los adultos tienen de color blanco la frente, cara, todo lo ventral, un borde de la rabadilla y los filetes en cubiertas. El resto de lo dorsal, nuca, alas y cola son negras en el macho y parduscas en las hembras y jóvenes. 

## Comportamiento
Es activa en sitios visibles, emitiendo un sonoro: «pío». Se posa sobre plantas acuáticas, e incluso sobre el suelo.

### Alimentación
Se alimentan principalmente de insectos que captura entre la vegetación acuática.

### Reproducción

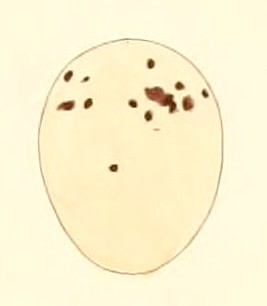
Dibujo de un huevo de esta especie, publicado en 1847.

Construyen su nido en ramas de arbustos o arbolitos cercanos o sobre el agua. Su nido es de hierbas trenzadas, y tiene forma de bola ovalada con la entrada en un lateral y el interior forrado de plumas. Ambos sexos incuban la puesta, que suele constar de dos o tres huevos de color crema blanquecino con motas pardas. Algunas veces sufre parasitismo de puesta por parte de los tordos renegridos Molothrus bonariensis.

## Sistemática

### Descripción original
La especie F. albiventer fue descrita por primera vez por el naturalista alemán Johann Baptist von Spix en 1825 bajo el nombre científico Muscicapa albiventer; su localidad tipo es: «Brasil, restringido posteriormente para norte de Bahía».

### Etimología
El nombre genérico femenino «Fluvicola» se compone de las palabras del latín «fluvius, fluvii» que significa ‘río’, y «colere» que significa ‘que habita’; y el nombre de la especie «albiventer», se compone de las palabras del latín «albus» que significa ‘blanco’, y «venter, ventris» que significa ‘vientre’.

### Taxonomía
Ya fue considerada conespecífica con Fluvicola pica, pero difieren en el plumaje y la vocalización, y también no intergradan. Es monotípica.